# Rupicola peruvianus
Rupicola peruvianus là một loài chim kích thước trung bình trong họ Cotingidae, gốc ở các khu rừng sương mù Andes thuộc Nam Mỹ. Nó là quốc điểu của Peru. Nó là họ hàng gần nhất của Rupicola rupicola.

## Phân loài
Bốn phân loài được biết tới:
- R. p. peruvianus – (Latham, 1790)
- R. p. aequatorialis – Taczanowski, 1889
- R. p. sanguinolentus – Gould, 1859
- R. p. saturatus – Cabanis and Heine, 1859